# لاندینی
لاندینی یک شرکت تولید تجهیزات و ماشین‌آلات کشاورزی است که مقر آن در فاببریکو، ایتالیا است و توسط جووانی لاندینی در سال ۱۸۸۴ تأسیس شده‌است.
این شرکت در سال ۱۹۲۵ طراحی تراکتور را آغاز کرد اما با درگذشت جووانی تکمیل تراکتور اولیه متوقف شد. پسران جووانی لاندینی کسب و کار را به‌دست گرفتند و تکمیل پروژه تراکتور را ادامه دادند. کل سهام لاندینی پیش‌تر متعلق به مسی‌فرگوسن بود.

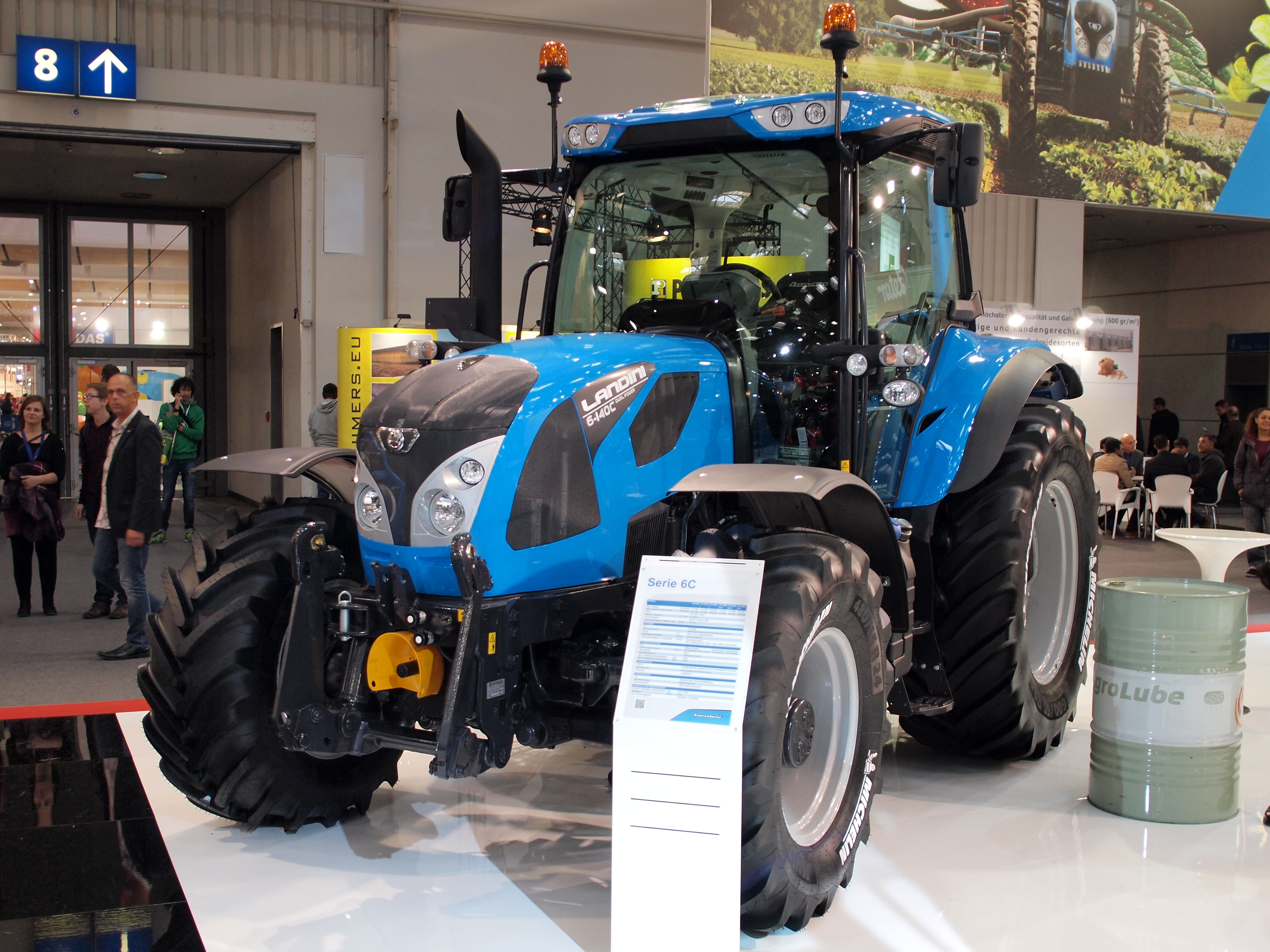
مدل 6-140C در سال ۲۰۱۵